# Nhà thờ Thánh Ladislav ở Nitra
Nhà thờ Thánh Ladislav ở Nitra (tiếng Slovakia: Kostol svätého Ladislava v Nitre) là nhà thờ Công giáo lớn nhất ở thành phố Nitra, vùng Nitra, Slovakia. Nhà thờ này được ghi danh vào Danh sách Di tích Trung ương theo quyết định của Bộ Văn hóa Cộng hòa Slovakia vào ngày 2 tháng 10 năm 1963.

## Lịch sử
Nhà thờ Thánh Ladislav ở Nitra bắt đầu được xây dựng vào ngày 9 tháng 6 năm 1701. Nhà thờ gần như hoàn thiện đã bị một trận hỏa hoạn phá hủy vào năm 1716. Một nhà thờ mới kiểu Baroque với hai tháp chuông bắt đầu được xây dựng từ năm 1742 đến năm 1748, dựa theo thiết kế của kiến trúc sư Kristián Morvay. Lễ thánh hiến nhà thờ diễn ra vào ngày 20 tháng 9 năm 1789.

## Nội thất
- Bàn thờ chính từ năm 1750, do nhà điêu khắc người Áo Martin Vogerl thiết kế.[1]
- Sáu cặp bàn thờ phụ.[4]
- Bục giảng từ thế kỷ 17.[4]
- Đàn organ từ đầu thế kỷ 19.[4]
- Bốn quả chuông đặt trong tòa tháp phía nam của nhà thờ (3 quả chuông từ năm 1928 và một quả từ năm 2011).[3]